# Liste des plus gros échecs au box-office
 (août 2017).
Si vous disposez d'ouvrages ou d'articles de référence ou si vous connaissez des sites web de qualité traitant du thème abordé ici, merci de compléter l'article en donnant les références utiles à sa vérifiabilité et en les liant à la section « Notes et références ».
 (août 2022).
Cette liste présente les échecs cinématographiques ayant le plus perdu d'argent au box-office. Un film qui ne rentabilise pas son budget fait perdre de l'argent à son studio. Généralement, pour qu'un film ne perde pas de l'argent, il doit au moins avoir des recettes au box-office deux fois supérieures à son budget (une moitié des gains pour le studio, l'autre moitié pour les distributeurs généralement).

## Introduction
La liste classe les films selon les chiffres bruts de leurs pertes, elle ne tient pas compte de l'inflation.
Les chiffres sont basés sur des déclarations officielles, sinon sur des estimations. Les recettes sur la vente de VHS/DVD/VOD ou de diffusion TV ne sont pas indiquées (ce qui peut limiter les pertes). Les pertes peuvent être théoriquement plus grosses, les dépenses publicitaires et marketing sont rarement comptabilisées dans le budget de production et excèdent souvent les dizaines de millions de dollars.
Il est également indiqué la cote d'approbation de l'agrégateur critique Rotten Tomatoes, rassemblant une grande partie de la presse, un film n'ayant pas 65% d'opinions positives des critiques de cinéma est considéré comme « rotten » (pourri).

## Plus gros échecs en chiffres bruts
Les chiffres bruts sont retenus : cette liste ne tient pas compte de l'inflation.
| Titre                                     | Budget de production (hors promotion) | Box-office mondial | Pertes estimées            | Année | Pourcentage Rotten Tomatoes |
| ----------------------------------------- | ------------------------------------- | ------------------ | -------------------------- | ----- | --------------------------- |
| 47 Ronin                                  | 225 000 000 $                         | 150 000 000 $      | 75 000 000 $               | 2013  | 14%                         |
| Milo sur Mars                             | 150 000 000 $                         | 38 992 758 $       | 130 503 621 $              | 2011  | 37%                         |
| Le 13e Guerrier                           | 100 000 000 à 160 000 000 $           | 61 698 899 $       | 69 150 551 à 129 150 551 $ | 1999  | 33%                         |
| RIPD : Brigade fantôme                    | 130 000 000 $                         | 78 324 220 $       | 182 000 000 $              | 2013  | 13%                         |
| John Carter                               | 250 000 000 $                         | 284 000 000 $      | 108 610 950 $              | 2012  | 51%                         |
| Final Fantasy : Les Créatures de l'esprit | 115 000 000 à 145 000 000 $           | 85 131 830 $       | 72 434 085 à 102 434 085 $ | 2001  | 44%                         |
| Jack le chasseur de géants                | 185 000 000 à 200 000 000 $           | 197 687 603 $      | 86 156 199 à 101 156 199 $ | 2013  | 52%                         |
| Sahara                                    | 160 000 000 $                         | 120 000 000 $      | 40 000 000 $               | 2005  | 39%                         |
| Furtif                                    | 135 000 000 $                         | 76 932 872 $       | 96 533 564 $               | 2005  | 13%                         |
| Pluto Nash                                | 120 000 000 $                         | 7 000 000 $        | 113 000 000 $              | 2002  | 5%                          |
| Alamo                                     | 107 000 000 $                         | 25 819 961 $       | 94 090 020 $               | 2004  | 30%                         |
| Green Lantern                             | 200 000 000 $                         | 219 851 172 $      | 90 074 414 $               | 2011  | 26%                         |
| L'Île aux pirates                         | 115 000 000 $                         | 18 000 000 $       | 97 000 000 $               | 1995  | 37%                         |
| Evan tout-puissant                        | 175 000 000 $                         | 173 418 781 $      | 88 290 610 $               | 2007  | 11%                         |
| Jupiter : Le Destin de l'univers          | 179 000 000 $                         | 181 761 656 $      | 88 119 172 $               | 2015  | 25%                         |
| La Planète au trésor : Un nouvel univers  | 140 000 000 $                         | 109 578 115 $      | 85 210 943 $               | 2002  | 68%                         |
| Potins mondains et amnésies partielles    | 90 000 000 $                          | 10 372 291 $       | 84 813 855 $               | 2001  | 13%                         |
| Supernova                                 | 90 000 000 $                          | 15 000 000 $       | 75 000 000 $               | 2000  | 10%                         |
| The Nutcracker in 3D                      | 90 000 000 $                          | 16 178 959 $       | 81 910 521 $               | 2010  | 0%                          |
| Windtalkers : Les Messagers du vent       | 115 000 000 à 120 000 000 $           | 77 628 265 $       | 76 185 868 à 81 185 868 $  | 2002  | 32%                         |
| Wolfman                                   | 150 000 000 $                         | 139 789 765 $      | 80 105 118 $               | 2010  | 34%                         |
| XXX2: The Next Level                      | 113 100 000 $                         | 71 022 693 $       | 77 588 654 $               | 2005  | 16%                         |
| Hugo Cabret                               | 150 000 000 à 170 000 000 $           | 185 770 160 $      | 57 114 920 à 77 114 920 $  | 2011  | 94%                         |
| Comment savoir                            | 100 000 000 $                         | 48 668 907 $       | 75 665 547 $               | 2010  | 32%                         |
| Cowboys et Envahisseurs                   | 163 000 000 $                         | 174 822 325 $      | 75 588 838 $               | 2011  | 44%                         |
| Le Grand Raid                             | 80 000 000 $                          | 10 769 311 $       | 74 615 345 $               | 2005  | 37%                         |
| Un coup de tonnerre                       | 80 000 000 $                          | 11 665 465 $       | 74 167 268 $               | 2005  | 6%                          |
| Le Tour du monde en quatre-vingts jours   | 110 000 000 $                         | 72 178 895 $       | 73 910 553 $               | 2004  | 31%                         |
| Speed Racer                               | 200 000 000 $                         | 95 000 000 $       | 105 000 000 $              | 2008  | 39%                         |
| Amours troubles                           | 75 600 000 $                          | 7 266 209 $        | 71 966 896 $               | 2003  | 6%                          |
| Alexandre                                 | 155 000 000 $                         | 167 298 192 $      | 71 350 904 $               | 2004  | 16%                         |
| Monkeybone                                | 75 000 000 $                          | 7 622 365 $        | 71 188 818 $               | 2001  | 20%                         |
| Postman                                   | 80 000 000 $                          | 17 626 234 $       | 71 186 883 $               | 1997  | 9%                          |
| Peter Pan                                 | 130 600 000 $                         | 121 975 011 $      | 69 612 495 $               | 2003  | 77%                         |
| Zoom : L'Académie des super-héros         | 75 600 000 $                          | 12 506 188 $       | 69 346 906 $               | 2006  | 3%                          |
| Poséidon                                  | 160 000 000 $                         | 181 674 817 $      | 69 162 592 $               | 2006  | 33%                         |
| Beloved                                   | 80 000 000 $                          | 22 852 487 $       | 68 573 757 $               | 1998  | 78%                         |
| K-19 : Le Piège des profondeurs           | 100 000 000 $                         | 65 716 126 $       | 67 141 937 $               | 2002  | 60%                         |
| Le Monde (presque) perdu                  | 100 000 000 $                         | 68 777 554 $       | 65 611 223 $               | 2009  | 26%                         |
| Conan                                     | 90 000 000 $                          | 48 795 021 $       | 65 602 490 $               | 2011  | 24%                         |
| Intrusion                                 | 75 000 000 $                          | 19 598 588 $       | 65 200 706 $               | 1999  | 16%                         |
| Dudley Do-Right                           | 70 000 000 $                          | 9 974 410 $        | 65 012 795 $               | 1999  | 14%                         |
| 50 degrés Fahrenheit                      | 70 000 000 $                          | 11 788 676 $       | 63 843 307 $               | 1999  | 11%                         |
| Planète rouge                             | 80 000 000 $                          | 33 463 969 $       | 63 268 016 $               | 2000  | 14%                         |
| Ali                                       | 107 000 000 $                         | 87 713 825 $       | 63 143 088 $               | 2001  | 67%                         |
| Osmosis Jones                             | 70 000 000 $                          | 14 026 418 $       | 62 986 791 $               | 2001  | 55%                         |
| Instinct                                  | 80 000 000 $                          | 34 105 207 $       | 62 947 397 $               | 1999  | 27%                         |
| Sphère                                    | 80 000 000 $                          | 37 020 277 $       | 61 489 862 $               | 1998  | 12%                         |
| Lolita                                    | 62 000 000 $                          | 1 071 255 $        | 61 464 373 $               | 1997  | 67%                         |

### Liste ajustée à l'inflation
D'après la valeur du dollar constant ajustée à l'inflation, les plus grands échecs de l'industrie cinématographique sont listés ci-dessous.
| Rang | Titre                                     | Pertes estimées (en USD constant) | Année | Pourcentage Rotten Tomatoes |
| ---- | ----------------------------------------- | --------------------------------- | ----- | --------------------------- |
| 1    | 47 Ronin                                  | 157 049 325 $                     | 2013  | 14 %                        |
| 2    | L'Île aux pirates                         | 142 521 032 $                     | 1995  | 37 %                        |
| 3    | Milo sur Mars                             | 141 970 951 $                     | 2011  | 37 %                        |
| 4    | Final Fantasy : Les Créatures de l'esprit | 100 109 051 $ à 141 571 182 $     | 2001  | 44 %                        |
| 5    | Pluto Nash                                | 137 097 149 $                     | 2002  | 5 %                         |
| 6    | La Chute de l'empire romain               | 137 049 222 $                     | 1964  | 100 %                       |
| 7    | Sahara                                    | 131 386 313 $                     | 2005  | 39 %                        |
| 8    | Lone Ranger : Naissance d'un héros        | 103 993 733 à 131 433 018 $       | 2013  | 30 %                        |
| 9    | La Porte du paradis                       | 127 222 536 $                     | 1980  | 56 %                        |
| 10   | Le 13e Guerrier                           | 10 158 728 $ à 18 972 957 $       | 1999  | 33 %                        |